# ستيفن أواسو
ستيفن أواسو (بالإنجليزية: Stephen Owusu)‏ (26 أكتوبر 1982 في بريستية - 24 أكتوبر 2020) هو لاعب كرة قدم نيجيري في مركز الهجوم. شارك مع منتخب غانا لكرة القدم. أما مع النوادي، فقد لعب مع أشانتي كوتوكو والترجي الرياضي التونسي وشاركس ونادي هارت أوف ليونز.

## وصلات خارجية
- ستيفن أواسو على موقع قاعدة بيانات كرة القدم.إي يو (الإنجليزية)
- ستيفن أواسو على موقع ناشيونال فوتبول تيمز (الإنجليزية)